# Kyle Alessandro
Kyle Alessandro Helgesen Villalobos (Levanger, 10 maart 2006) is een Noorse zanger.

## Biografie

### Privé
Kyle Alessandro werd geboren in Levanger in een gezin met een Noorse moeder en een Spaanse vader. Hij groeide op in Steinkjer en Trondheim en spreekt vier talen.

### Carrière
In 2017 nam hij op tienjarige leeftijd deel aan de talentenjacht Norske Talenter (Norway’s Got Talent) waar hij in de audities een golden buzzer kreeg.
In 2023 nam hij met de groep Umami Tsunami deel aan Melodi Grand Prix, de Noorse preselectie voor het Eurovisiesongfestival. De groep haalde de finale, waarin het als negende en laatste eindigde. Twee jaar later waagde hij opnieuw zijn kans, ditmaal solo. Met Lighter won hij, waardoor hij Noorwegen mocht gaan vertegenwoordigen op het Eurovisiesongfestival 2025, dat gehouden werd in het Zwitserse Bazel. Op 17 mei 2025 tijdens de finale eindigde hij op de 18de plaats met 89 punten (22 punten van de jury, 67 punten van het publiek).
1960: Nora Brockstedt · 
1961: Nora Brockstedt · 
1962: Inger Jacobsen · 
1963: Anita Thallaug · 
1964: Arne Bendiksen · 
1965: Kirsti Sparboe · 
1966: Åse Kleveland · 
1967: Kirsti Sparboe · 
1968: Odd Børre · 
1969: Kirsti Sparboe · 
1971: Hanne Krogh · 
1972: Grethe Kausland & Benny Borg · 
1973: Bendik Singers · 
1974: Anne-Karine Strøm & Bendik Singers · 
1975: Ellen Nikolaysen · 
1976: Anne-Karine Strøm · 
1977: Anita Skorgan · 
1978: Jahn Teigen · 
1979: Anita Skorgan · 
1980: Sverre Kjelsberg & Mattis Hætta · 
1981: Finn Kalvik · 
1982: Jahn Teigen & Anita Skorgan · 
1983: Jahn Teigen · 
1984: Dollie de Luxe · 
1985: Bobbysocks · 
1986: Ketil Stokkan · 
1987: Kate Gulbrandsen · 
1988: Karoline Krüger · 
1989: Britt Synnøve Johansen · 
1990: Ketil Stokkan · 
1991: Just 4 Fun · 
1992: Merethe Trøan · 
1993: Silje Vige · 
1994: Elisabeth Andreassen & Jan Werner Danielsen · 
1995: Secret Garden · 
1996: Elisabeth Andreassen · 
1997: Tor Endresen · 
1998: Lars Fredriksen · 
1999: Stig Van Eijk · 
2000: Charmed · 
2001: Haldor Lægreid · 
2003: Jostein Hasselgård · 
2004: Knut Anders Sørum · 
2005: Wig Wam · 
2006: Christine Guldbrandsen · 
2007: Guri Schanke · 
2008: Maria Haukaas Storeng · 
2009: Alexander Rybak · 
2010: Didrik Solli-Tangen · 
2011: Stella Mwangi · 
2012: Tooji · 
2013: Margaret Berger · 
2014: Carl Espen · 
2015: Mørland & Debrah Scarlett · 
2016: Agnete · 
2017: JOWST feat. Aleksander Walmann · 
2018: Alexander Rybak · 
2019: KEiiNO · 
2021: Tix · 
2022: Subwoolfer · 
2023: Alessandra · 
2024: Gåte ·
2025: Kyle Alessandro
- MusicBrainz: 8d3a38a8-bc63-465c-b3c9-35691916a8b2